# Вільям Ворд (яхтсмен)
Вільям Ворд (англ. William Dudley Ward, 14 жовтня 1877 — 11 листопада 1946) — британський академічний веслувальник і яхтсмен.
Бронзовий призер Олімпійських Ігор 1908 року в класі 8 метрів.